# Eucaterva variaria
Eucaterva variaria là một loài bướm đêm trong họ Geometridae.